# Xylionopsis
Xylionopsis är ett släkte av skalbaggar. Xylionopsis ingår i familjen kapuschongbaggar.
Kladogram enligt Catalogue of Life:
| Xylionopsis | \| \| Xylionopsis browni \| \| \| \| \| \| Xylionopsis matruelis \| \| \| \| \| \| Xylionopsis urkerewana \| \| \| \| |
|             | \| \| Xylionopsis browni \| \| \| \| \| \| Xylionopsis matruelis \| \| \| \| \| \| Xylionopsis urkerewana \| \| \| \| |
|             | Xylionopsis browni |
|             | |
|             | Xylionopsis matruelis                                                                                                 |
|             | |
|             | Xylionopsis urkerewana                                                                                                |
|             | |